# Anita albipalpis
Anita albipalpis är en fjärilsart som beskrevs av Max Wilhelm Karl Draudt 1933. Anita albipalpis ingår i släktet Anita och familjen tandspinnare. Inga underarter finns listade i Catalogue of Life.